# 黃正一
黃正一，（1942年？—2021年3月1日），已故中華民國（台灣）政治人物，曾代表中國國民黨在花蓮縣選區當選為第一屆第五、六次增額立法委員，復以全國不分區當選為第二屆立法委員。

## 經歷
- 東南旅行社、偉新國際興業有限公司負責人[3]
- 曾連任三屆立法委員[4]
- 東方快報（後改組為「東方報」，已停刊）董事長[5]
- 中華民國總統府 無給職顧問[6]
- 幸福人壽保險股份有限公司 董事長[7][3]
- 東南旅行社、東南遊覽汽車公司 董事長
- 鼎富證券股份有限公司 總裁
- 中華民國多層次傳銷協會 理事長